# Panicum carneovaginatum
Panicum carneovaginatum är en gräsart som beskrevs av Stephen Andrew Renvoize. Panicum carneovaginatum ingår i släktet vipphirser, och familjen gräs. Inga underarter finns listade i Catalogue of Life.